# Тібілов Георгій Васильович
Георгій Васильович Тібілов (нар. 6 листопада 1984, Владикавказ) — український борець вільного стилю, заслужений майстер спорту України.

## Біографія
Народився 6 листопада 1984 у Владикавказі (Північна Осетія, Росія). Студент Північно-осетинського державного університету. Перший тренер: Артур Базаєв. Виступав за збірну Росії, у складі якої вигравав юнацькі чемпіонати світу та Європи. Напередодні Олімпіади 2008 року прийняв українське громадянство. Мешкає у Харкові. Тренери: Юрій Назаренко, Руслан Савлохов.

## Спортивні досягнення
У складі збірної Росії виграв першість світу-2003, та першість Європи-2004 серед юніорів.
У складі збірної України виборов друге місце на чемпіонаті Європи-2008. На Олімпійських іграх у Пекіні посів п'яте місце.